# Cité Férembach
La cité Férembach est une voie du 17e arrondissement de Paris, en France.

## Situation et accès
La cité Férembach est une voie publique située dans le 17e arrondissement de Paris. Elle débute au 21, rue Saint-Ferdinand et se termine en impasse.

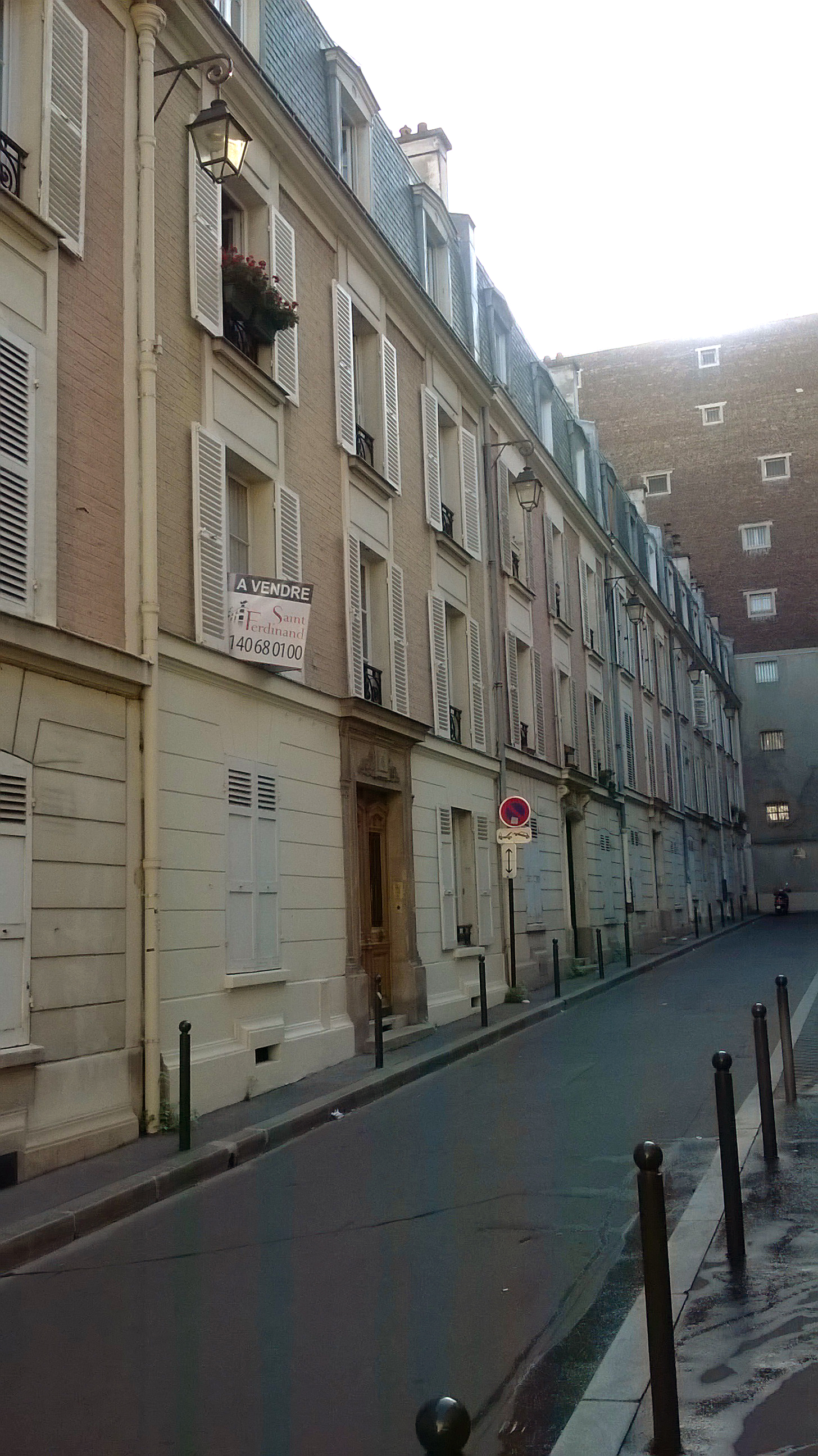
Cité Ferembach en 2014.

## Origine du nom

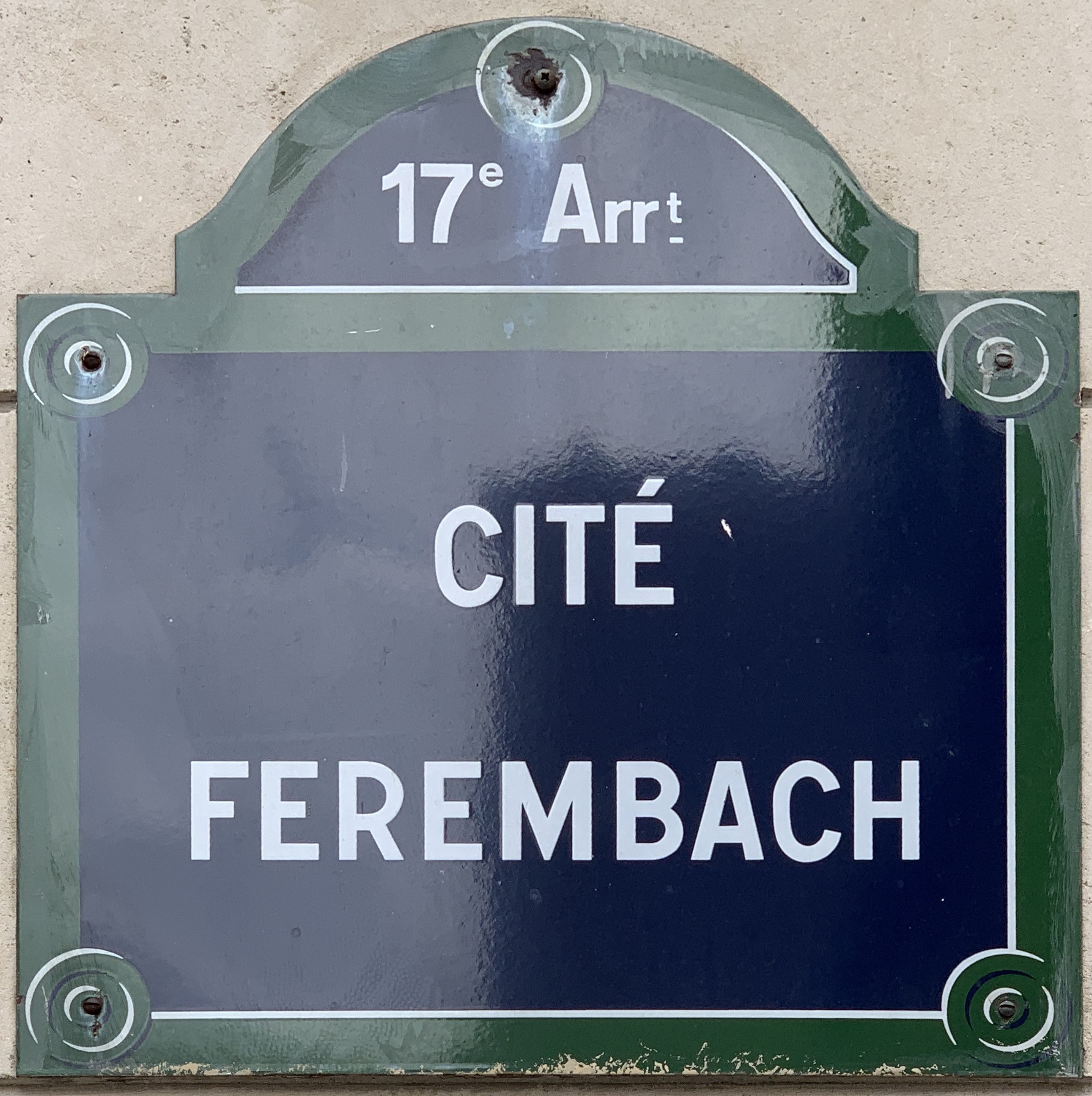
Plaque de la voie.

Le nom de la cité vient de Louis Férembach qui était propriétaire des terrains du 21, rue Saint-Ferdinand.
La famille Férembach, d'origine autrichienne et piémontaise, est arrivée en France par Trieste. 
Louis Férembach, né le 8 mars 1853 à Neuilly de Joseph Ferembach, menuisier, et de Joséphine Alexandrine Cornel, et décédé le 23 mai 1933 à Paris 17e, s'est marié le 29 juillet 1878 avec Claire Jeanne Marie Lemoux à la mairie du 17e arrondissement de Paris.
Ils eurent plusieurs enfants : André (1879-?), Marie-Thérèse (1884-1980), Marcel (1880-1967), Paul (1882-1967), Robert (1886-1916, mort pour la France), René (1889-1936) et Geneviève (1896-1992).
Il avait une scierie et un atelier d'ébénisterie à l'endroit de la future cité. Entrepreneur de menuiserie et parquets, il était spécialisé dans le bâtiment, avec une usine à vapeur.
Président de la chambre syndicale des entrepreneurs de menuiserie et parquets, il fut chargé en particulier de l'entretien de l'Opéra et du Sénat.
En 1904, il construisit sur ses terrains la cité ainsi décrite dans La Patrie du 1er juin 1914 : "Cette cité, qui peut avoir une longueur approximative de quatre vingts mètres, débouche dans la rue Saint-Ferdinand entre les numéros 21 et 23. Large de cinq à six mètres, elle est bordée à gauche par sept pavillons assez élevés, de dimensions et d'architecture identiques, appartenant à M. Férembach et abritant soixante-quinze locataires. A droite, on remarque d'abord, à l'angle même de la rue Saint-Ferdinand, un coquet petit hôtel particulier de deux étages où demeurent M. Férembach et ses fils. En suivant la cité on trouvait, toujours à droite, une courette sur laquelle donnaient, outre un minuscule hangar à gauche en entrant, les bureaux de la menuiserie. Enfin, surmonté d'une haute cheminée de briques, il y avait un spacieux hangar construit en bois dont le faite arrivait presque en face le troisième étage des pavillons".
Le 1er juin 1914 un très violent incendie détruit la vaste menuiserie-scierie de Louis Ferembach, mettant au chômage les deux cents ouvriers.
Son fils Marcel (1880-1967), fut président de la compagnie de tramway à vapeur de Bône à La Calle en Algérie et de la compagnie de chemins de fer de Normandie avec un siège social au 69, avenue de la Grande-Armée.

## Historique
La voie est ouverte sous sa dénomination actuelle en 1904.